# SN 2005dl
SN 2005dl è stata una supernova esplosa nella galassia NGC 2276 di magnitudine 17, di tipo II, scoperta il 25 agosto 2005 da Alessandro Dimai e Marco Migliardi dal telescopio del Col Druscié di Cortina d'Ampezzo.